# 素襖

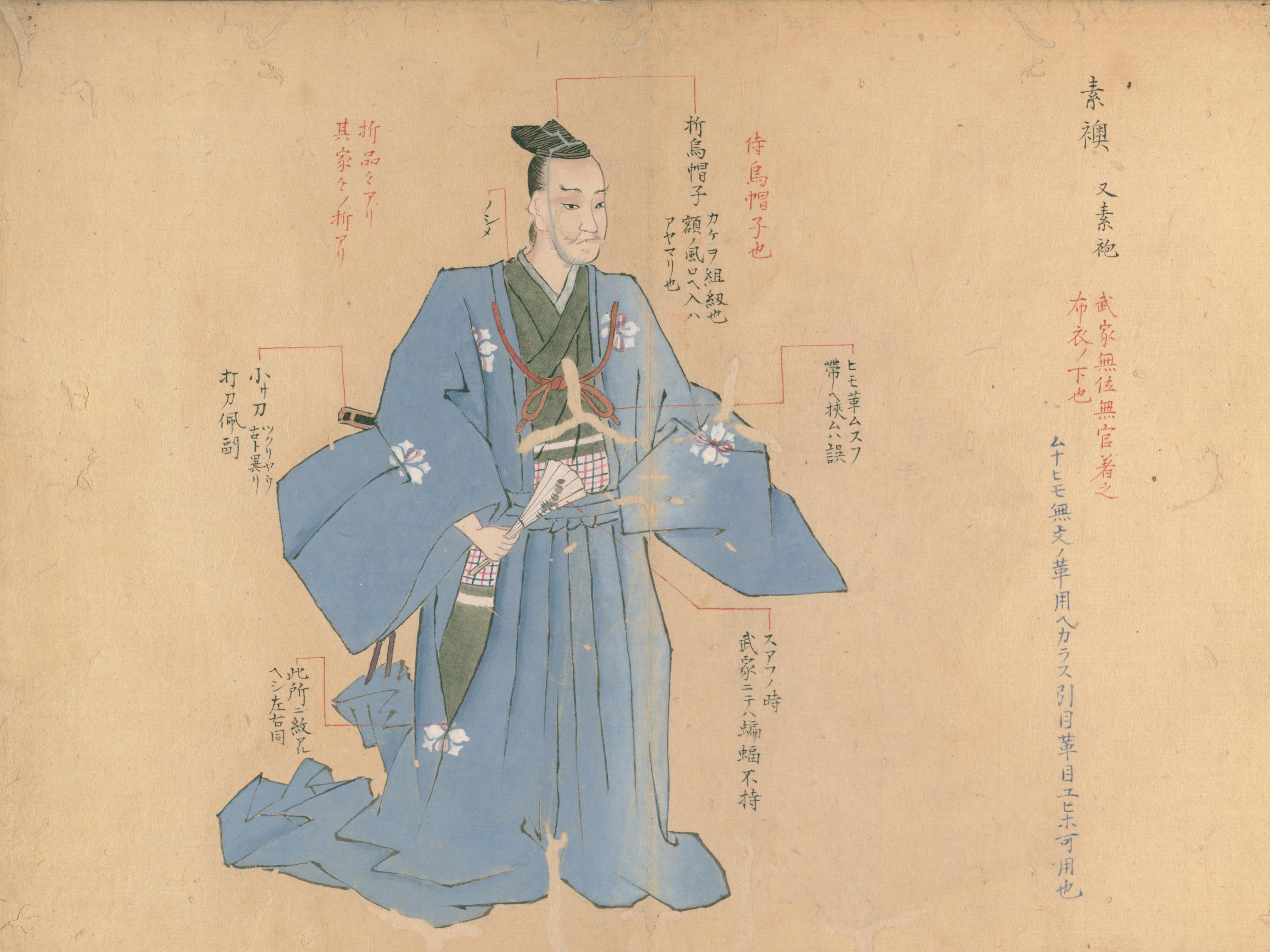
『装束着用之図』（国立国会図書館蔵）より「素襖」の図。

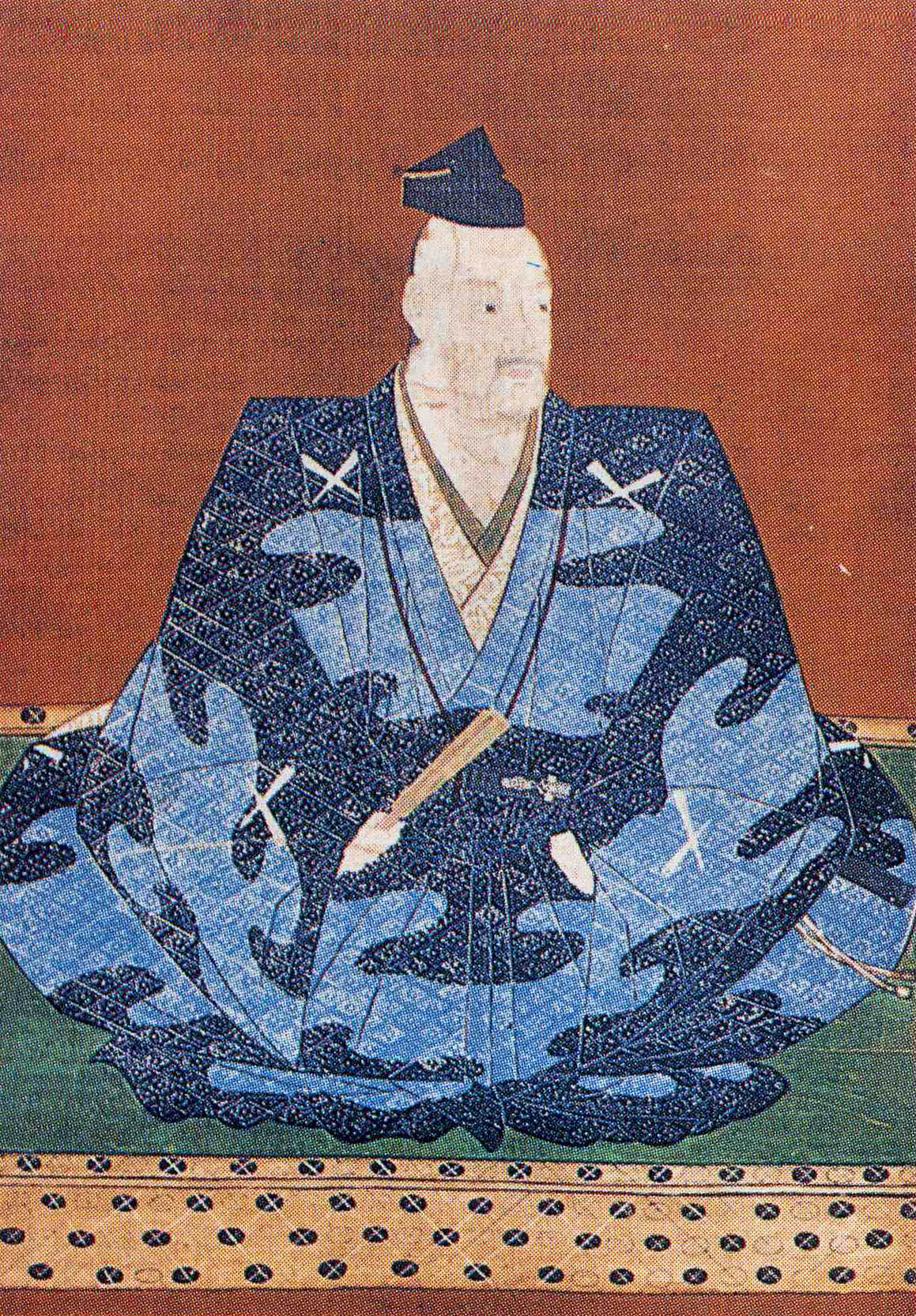
浅井久政像
----
像主の存命中に描かれた寿像。戦国時代の典型的な素襖の着用形態が見て取れる。永禄12年（1569年）、玄申性洞賛、持明院蔵。

素襖（すおう）は、日本の男性の伝統的衣服の一種。素袍とも書く。室町時代にできた単 (ひとえ) 仕立ての直垂。庶民が着用したが、江戸時代に平士・陪臣の礼服になった。 

## 概要
鎌倉時代以降礼服化していった直垂の中でも、簡素で古様なものが室町時代になると素襖と呼ばれるようになった。初めは下級武士の普段着だったが、室町時代末期に至り大紋に次ぐ礼装となる。
形状は大紋とよく似ているが、直垂と大紋では袴の腰紐が白布であるのに対し素襖の腰紐は共裂（ともぎれ、同一布の意）である。また袖に通す括り紐や露が省略され、胸紐や小露（袖や胸の飾り紐）は革製だった。そのため「革緒の直垂」とも呼ばれた。袴の背中側には腰板を付けた。色や文様は様々だった。
江戸時代になると、元和元年（1615年）の江戸幕府の服制により、素襖は無位無官の旗本の礼装と定められた。すなわち旗本の中でも従四位下の高家と従五位下の諸大夫は大紋を礼装とし、無位無官だが幕府より布衣の格式を許された旗本はこれを六位相当とみなして布衣を礼装とし、これ以外の旗本は平士といって素襖を礼装としたのである。
素袍には家紋を背中、両胸、袖、袴の腰板と左右の相引下、合計8か所に入れた。江戸幕府の服制では通常は引きずるほどの長い袴を着用したが、それとは別にくるぶしまでの半袴があり、これを小素襖（こすおう）と呼んだ。また室町時代の武士の間では裾を袴の内に入れずに外へ垂らす略式の着方もあり、これを打掛素袍（うちかけすおう）または単に掛素袍（かけすおう）といった。
材質は室町時代までは麻織物が主流だった。特に越後縮（えちご ちぢみ）を染めて作った素襖は風通しがよく、初夏のころに重宝された。中が透けるようだったのでこれを透素襖（すきすおう、すかしすおう）ともいった。江戸時代以後は木綿の晒で作った物に限られるようになった。
現在では祭礼時に奉仕者が着用していたり、能や狂言の舞台衣装として簡略化された物を見ることができる。

## 舞台芸能
素襖が物語の鍵となっている舞台芸能に、狂言の『素袍落』（すおうおとし）と歌舞伎舞踊の『襖落那須語』（すおうおとし なすものがたり、通称「素襖落」）がある。
伊勢参りをすることにした主人が、以前から話を持ちかけていた伯父を誘うために太郎冠者を遣わす。しかしいかにも急なことで伯父は無理だという。そして気が引けたのか、自分が行けないのなら太郎冠者が代わりにお供をすることになるのだろうと察した伯父は、太郎冠者に門出の酒をふるまい、祝儀に素袍を与える。思いがけないご祝儀に感動した太郎冠者は、主人への不満をぶちまけながら伯父のことを持ち上げて、やがてすっかり上機嫌になって帰途につく。しかし自分が主人のお供で伊勢参りなどありえるはずもなく、主人にはせっかく餞別に貰った素袍の説明がつかない。そこで素袍惜しさに太郎冠者はこれを主人に見つからないよう隠すのだが、まだ一杯機嫌の太郎冠者は帰路にもはしゃぎすぎてこれを落としてしまった挙句、それを主人に拾われてしまう。
この狂言『素袍落』を下敷きに、明治になって福地桜痴が作詞し、三代目杵屋正次郎が長唄、鶴澤安太郎が義太夫を作曲して歌舞伎舞踊化したのが『襖落那須語』、通称「素襖落」である。桜痴は原作の伯父を姫御寮に替え、他にも登場人物を増やして振りをつけ舞台を賑やかにしつつ、太郎冠者の酔態を能の『那須之語』に巧みに絡ませることによって引き立て、全体として明るい松羽目物の舞踊劇に仕立て上げた。明治25年（1892年）東京歌舞伎座初演。太郎冠者をつとめた九代目市川團十郎が好んだ演目で、後にかれはこれを「新歌舞伎十八番」の一つに数えている。